# Jan z Brienne (1296)
Jan z Brienne řečený z Akkonu (francouzsky Jean de Brienne řečený Jean d'Acre, 1227? Akko – 1296) byl nejvyšší číšník francouzského krále a účastník bojů proti nevěřícím.

## Život
Narodil se jako syn Jana z Brienne a jeho třetí ženy Berenguely, dcery leónského krále Alfonse IX. Jeho otec byl roku 1229 stanoven regentem latinského císařství nad jeho nedospělým svěřencem a spoluvládcem Balduinem, kterému zasnoubil svou dceru Marii z Brienne. Balduin se roku 1236 vydal získat do Evropy podporu pro své skomírající císařství a právě tehdy se zřejmě malý Jan společně se svými bratry "dětmi Akkonu" dostal do péče francouzského krále Ludvíka IX.
Roku 1258 převzal dvorský úřad nejvyššího číšníka. V létě 1270 se společně s bratrem Alfonsem připojil ke křížové výpravě Ludvíka IX. Na rozdíl od svého bratra a svého krále výpravu přežil. Po návratu do Francie ho Filip IV. pověřil vyjednáváním o osudu svých synovců.